# Isoperla saccai
Isoperla saccai is een steenvlieg uit de familie Perlodidae. De wetenschappelijke naam van de soort is voor het eerst geldig gepubliceerd in 1939 door Festa.